# Kanigiri
Kanigiri es una ciudad censal situada en el distrito de Prakasam en el estado de Andhra Pradesh (India). Su población es de 37420 habitantes (2011). Se encuentra a 208 km de Vijayawada y a 158 km de Guntur. 

## Demografía
Según el censo de 2011 la población de Kanigiri era de 37420 habitantes, de los cuales 18886 eran hombres y 18534 eran mujeres. Kanigiri tiene una tasa media de alfabetización del 77,55%, superior a la media estatal del 67,02%: la alfabetización masculina es del 86,32%, y la alfabetización femenina del 68,62%.